# Castell de Vall-de-reig
El Castell de Vall-de-reig és un edifici de Juncosa (Garrigues) declarat bé cultural d'interès nacional.

## Descripció
És un castell que es troba fora del nucli urbà, a la serralada que porta el seu nom. Avui tan sols en queden unes poques restes de parament murari, cobertes en bona part per la vegetació, situades a un penyal sobre la petita vall i despoblat de Vall-de reig.

## Història
En un primer moment el terme depenia de Castelldans. Es documenta el 1152, quan Guillem de Cervera en dona un alou. Al segle xiii passa a dependre de Poblet. També tenim constància d'una carta de poblament datada vers 1225. Poblet anirà adquirint cada cop més territoris de Juncosa fins que al segle xiv, acaba per adquirir tots els drets jurisdiccionals. Tenim constància que la fortalesa es trobava deshabitada ja a començaments del segle xviii.